# 辛口ピーコのファッションチェック
「辛口ピーコのファッションチェック」（からくちピーコのファッションチェック）は、フジテレビ系列・TBS系列のワイドショー・情報番組で放送されるコーナーである。

## 概要
ピーコが女性（不定期で男性の時あり）のバッグやファッションを辛口チェックするコーナー。センスが悪い場合ははっきり「似合いません」と言い切る痛快さがミソ。
ピーコは「造作が汚い人がどうしたら綺麗に見えるか、もしくは中身をどうしたら綺麗に見せられるかを考えてコメントをしている」とし、全体の発言のうち約4割が悪口だと話す。コーナーを進行する上で困ることは、番組スタッフが服装を重視せず、自身の女性の趣味で撮影することがあるとのこと。
ピーコが歴代の番組の中で、最もやりやすかったのは『ジャスト』で、理由は自分の発言に対して司会の三雲孝江・安住紳一郎両者が最も的確なフォローや反応をしてくれていたからだという。

## 番組の変遷
ピーコ本人によると、1980年代中頃フジテレビの朝のワイドショーで、皇室一家や芸能人の装いを見てコメントをしたのがこの企画の始まりだったという。具体的な番組名までは覚えていないが、当時フジテレビの朝の時間帯では『おはよう!ナイスデイ』などを放送しておりピーコもコメンテーターとして出演している。
数年後、TBS系列『3時にあいましょう』で素人の服装に対しコメント・批評するコーナーがスタート。1992年秋、放送時間を拡大し『スーパーワイド』に改題された後でもコーナーは継続されたが、TBSビデオ問題により、1996年5月に番組は打ち切られた。
この緊急事態をきっかけに、フジテレビはそれまで視聴率で劣勢だった『ビッグトゥディ』のテコ入れも兼ねて、裏番組から企画ごと引き抜く格好で放送を始める。その後、番組が『2時のホント』に受け継がれた後も引き続き担当。
2000年春、フジテレビが『2時のホント』番組終了を以ってFNS全国ネットの午後のワイドショー番組を取り止めることになり、4月7日よりTBSが同時間帯で放送していた『ジャスト』へ移動し、4年ぶりにTBSに戻ることとなる。同時期に関西テレビなど宮城県と西日本のフジテレビ系列で放送された『2時ドキッ!』の水曜日コーナーでも同趣旨のコーナーがあった。
2005年春、TBSは朝（5:30） - 夜（18:55）の平均視聴率の底上げを目指し、『はなまるマーケット』を除く平日の報道・情報系の番組を入れ替えることになったため（TBS平日ワイド大改編・通称「TBSの変」）、3月25日『ジャスト』は終了した。直後に再度5年ぶりにフジテレビに移動し『F2スマイル』の金曜日に登場した。そして9月『F2スマイル』の終了で、本コーナーのレギュラー放送は終了した。
2007年8月28日、ピーコがレギュラー出演していた関西テレビ『痛快!エブリデイ』で、1日限りの復活をし、好評だったことから10月23日には第2弾が放送された。今後は『 - エブリデイ』において、不定期で実施する予定だったが、翌2008年6月27日に15年近く続いた番組の歴史に幕を下ろした。
2011年12月17日、TBS（当時はBS-TBSでも放送）『王様のブランチ』で、同回にゲスト出演したピーコがブランチリポーターのファッションチェックを行う形で1日限りの復活を果たした。
2013年12月24日、ピーコがレギュラー出演している北海道放送『今日ドキッ!』で、再び1日限りの復活、好評だった事から2014年1月以降は番組内で毎月1回 - 2回実施している。

## 歴代の主な共演者
3時にあいましょう
岡部達（当時TBSアナウンサー）、城戸真亜子、蓮舫、岡田泰典（TBSアナウンサー）
スーパーワイド
宮崎総子、亀和田武、宮澤祐介（当時TBSアナウンサー）、蓮舫、岡田泰典（TBSアナウンサー）
ビッグトゥディ
佐藤充宏、寺田理恵子、杉浦広子（フジテレビアナウンサー、現在は高木広子）
2時のホント
境鶴丸（フジテレビアナウンサー）、菊間千乃（当時フジテレビアナウンサー）
ジャスト
三雲孝江、安住紳一郎（TBSアナウンサー）
2時ドキッ!
木場弘子、桑原征平（当時関西テレビアナウンサー）、片山三喜子（当時関西テレビアナウンサー、現在は他部署に異動）、大平サブローほか
F2スマイル
佐野瑞樹（フジテレビアナウンサー）、小島奈津子
痛快!エブリデイ
桂南光、関純子（関西テレビアナウンサー）、丸山隆平（関ジャニ∞）、中井雅之ほか
王様のブランチ
谷原章介、優香ほか
今日ドキッ!
グッチー、室谷香菜子（HBCアナウンサー）ほか

## 備考（パロディ）
日本テレビからもオファーを受けたことがあったが、こちらは最終的にピーコ本人が断った。
『2時のホント』が放送当時から、同じくフジテレビで放送されている『SMAP×SMAP』（関西テレビ・フジテレビ共同制作）の中で中居正広扮する「ヒーコ」による番組のパロディコント「10時のホント!?」を演じており、司会だった境・菊間も登場している。『2時のホント』終了後もコーナーは継続され、菊間のフジテレビ退社・降板後はその座を平井理央（2012年9月までフジテレビアナウンサー）が引き継いでいた（後にコーナー終了）。
毎日放送（MBS）『たかじんONEMAN』にて、本企画のパロディ・「関西おばちゃんファッションチェック」が行なわれていたことがある。

## 参考資料
- 東京ニュース通信社編・発行、フジテレビジョンおよび同局メディア事業本部広報局広報部Special thanks『フジテレビと遊ぼう』：1998年8月発行
- TBSラジオ『安住紳一郎の日曜天国』：2007年4月15日放送
- TBSテレビ『ぴったんこカン・カン』：2007年4月24日放送